# فرز بسيط بمساعدة الحاسوب
الفرز البسيط بمساعدة الحاسوب (CAST) هي أساليب أو أنظمة حاسوبية تُساعد الأطباء في التفسير الأولي وتصنيف الصور الطبية. والفرز البسيط بمساعدة الحاسوب هو فئة فرعية من برامج التشخيص بمساعدة الحاسوب (CAD). حيث تقوم أنظمة برامج «الفرز البسيط بمساعدة الحاسوب» بـ الفرز (التصنيف) المبدئي التلقائي الكامل لدراسات التصوير الطبي التشخيصية. وقد تم إعداد «الفرز البسيط بمساعدة الحاسوب» أساسًا لحالات الطوارئ في التصوير التشخيصي، التي يكون مطلوبًا فيها التشخيص السريع للحالات الحرجة التي تُهدد حياة الفرد.

## نظرة عامة
إن «الفرز البسيط بمساعدة الحاسوب» عبارة عن مزيج من التشخيص بمساعدة الحاسوب (CAD) والفرز البسيط والعلاج السريع (START).
ويقوم «الفرز البسيط بمساعدة الحاسوب» بإجراء التفسير المبدئي التلقائي الكامل لدراسة ما - أي "القراءة العاجلة". وتُصنف الدراسات بصورة تلقائية إلى بعض الفئات المهمة، على سبيل المثال إيجابية / سلبية، حرجة / ثانوية / طبيعية، صعبة / بسيطة / غير تشخيصية وغير ذلك.
لذا فإن «الفرز البسيط بمساعدة الحاسوب» مُعد أساسًا للتصوير الطبي في حالات الطوارئ. على عكس التشخيص بمساعدة الحاسوب التقليدي، الذي يُستخدم أساسًا للكشف عن الأورام الخبيثة، يتعامل «الفرز البسيط بمساعدة الحاسوب» مع الحالات الخطيرة التي تُهدد حياة الفرد، عندما يكون التشخيص الفوري حرجًا في التعامل مع 
الحالة. في حين يتمثل الهدف الأساسي من التشخيص بمساعدة الحاسوب التقليدي في تحسين الدقة التشخيصية للقارئ البشري، يعمل «الفرز البسيط بمساعدة الحاسوب» على معالجة مشكلتين أخريين:
- عدم توفر مُفسري الصور - أي عدم توفر قارئ على الفور لقراءة الدراسة العاجلة - إما بسبب ساعات الإجازات أو الوجود في أماكن ريفية نائية أو انخفاض أعداد الموظفين.
- قراءة تسلسل الأولويات - في ظل وجود أعداد كبيرة من الدراسات التي تتطلب القراءة، يتولى البرنامج إنشاء تسلسل القراءة الأمثل، على سبيل المثال الحالات العاجلة أولاً أو في ظل وجود العديد من القراء، يتم توزيع عبء العمل بالطريقة المُثلى، على سبيل المثال، الحالات البسيطة للمتدربين والصعبة على الخبراء.

## استخدام سيناريو الحالة
فمثلما هو الحال مع التشخيص بمساعدة الحاسوب التقليدي، لا يحل «الفرز البسيط بمساعدة الحاسوب» محل الطبيب. بل هو يُنبه فقط بشأن وجود حالة شديدة أو خطيرة أو يرجح أن الدراسة خالية من الأمراض الخطيرة. وفي كلتا الحالتين، لابد من التحقق من التشخيص من قبل طبيب متمرس. 
يتم تحقيق الفائدة السريرية: 
- بالنسبة للحالات الإيجابية - من خلال جذب انتباه الخبراء إلى الحالات الحرجة بصورة أسرع باستخدام «الفرز البسيط بمساعدة الحاسوب»
- بالنسبة للحالات السلبية - من خلال السماح للأطباء الأقل خبرة بالتعامل أولاً مع الحالات السلبية البسيطة، وبالتالي تقليل الضغط من على كاهل الخبراء الأقل توفرًا.

عادة ما يلعب نظام التشخيص بمساعدة الحاسوب التقليدي دور «القارئ الثاني» ويستخدم بعد أو أثناء التفسير
الذي يقوم به الطبيب. ومن ناحية أخرى، يُحلل «الفرز البسيط بمساعدة الحاسوب»، الدراسة قبل الطبيب، في وضع خلفي تلقائي كامل. وعندما يقوم الطبيب بقراءة الدراسة، يكون الفرز الأولي أو القراءة العاجلة، والتي أُعدت من خلال «الفرز البسيط بمساعدة الحاسوب»، متوفرة بالفعل. حيث يمكن لنظام «الفرز البسيط بمساعدة الحاسوب» إرسال رسالة إلى الطبيب لإبلاغه بالحالة المُلحة التي تتطلب العناية الفورية.

## الحساسية والنوعية
نظام «الفرز البسيط بمساعدة الحاسوب»، هو مثل أي نظام للتشخيص بمساعدة الحاسوب، فبصفة عامة، لا يمكن أن يضمن دقة في التشخيص بنسبة 100٪. 
وبما أن نظام «الفرز البسيط بمساعدة الحاسوب» يعمل في وضع تلقائي تمامًا، فمن المتوقع أن يُظهر النظام حساسية عالية جدًا - عادة أعلى من 90٪. علاوة على ذلك، فإن الحاجة إلى توفير تشخيص عند مستوى «كل دراسة» تملي علينا متطلبات صارمة لـنوعية نظام «الفرز البسيط بمساعدة الحاسوب» أيضًا. إن متوسط الإنذارات الكاذبة الذي يبلغ واحدًا أو أكثر المسموح به في نظام التشخيص بمساعدة الحاسوب التقليدي ليس مقبولاً في نظام «الفرز البسيط بمساعدة الحاسوب»، حيث إن كل دراسة تقريبًا ستكون إيجابية. ولذلك، بالنسبة إلى معظم التطبيقات السريرية، يجب أن يكون مستوى النوعية في «الفرز البسيط بمساعدة الحاسوب» أعلى من النسبة التي تتراوح من 60-70% لكي يكون مفيدًا.

## الموثوقية ومراقبة الجودة
نظرًا لأن «الفرز البسيط بمساعدة الحاسوب» يعمل في وضع تلقائي تمامًا، يجب أن يكون قادرًا على التعامل مع أي دراسة، بغض النظر عن جودة الصورة وتشريح المريض وما إلى ذلك. ولذلك، ينبغي على أنظمة «الفرز البسيط بمساعدة الحاسوب» تنفيذ آلية لمراقبة الجودة لضمان مستوى عالٍ من دقة التشخيص. وإذا قرر النظام (بناءً على تقييم جودة الصورة والعيوب التي يتم اكتشافها والتشوهات التشريحية، وما إلى ذلك) عدم إمكانية تحقيق تشخيص دقيق بصورة تلقائية، فيصدر في هذه الحالة تقريرًا يشير إلى فشل العملية.

## التطبيقات السريرية
يمكن تطبيق طريقة «الفرز البسيط بمساعدة الحاسوب» على الكشف التلقائي للحالات الحرجة المُهددة لحياة الفرد من خلال الصور الطبية التشخيصية، مثل:
- الانصمام الرئوي (PE)
- تسلخ الأبهر
- داء شريان القلب التاجي
- السكتة الدماغية
- كسر العظم
- النزيف الداخلي
- استرواح الصِّفاق

ويمكن لنظام «الفرز البسيط بمساعدة الحاسوب» تحليل الصور المكتسبة مع الأنماط المختلفة، بما في ذلك الأشعة السينية والتصوير المقطعي المحوسب والتصوير بالرنين المغناطيسي والموجات فوق الصوتية وغيرها. 

## أمثلة

### نظام «الفرز البسيط بمساعدة الحاسوب» لداء شريان القلب التاجي
يتوفر نظام «الفرز البسيط بمساعدة الحاسوب» للكشف عن قلبي الدراسات الهامة (الأكبر من 50%) التضيُّق في القلب تصوير الأوعية الطبقي المبرمج (تصوير الأوعية الطبقي المبرمج). حيث يُظهر النظام نسبة نوعية تتراوح من 60-70%، بينما تحتفظ بنسبة الحساسية أعلى من 90%.
ويمكن استخدامها لفرز مرضى الصدر في غرفة الطوارئ.